# Электронная система контроля устойчивости автомобиля

Индикатор ESC

Электронный контроль устойчивости (англ. Electronic Stability Control, ESC; ЭКУ) или динамическая система стабилизации автомобиля — активная система безопасности автомобиля, дающая долю управляемости скользящей (в сносе или заносе) машине путём автоматического торможения одного или нескольких колёс. Тем самым ЭКУ предотвращает неуправляемый снос или занос, давая водителю шанс направить едущую в экстремальном режиме машину куда нужно. Является вспомогательной системой автомобиля.
Алгоритмы ЭКУ могут разниться в зависимости от марки и ситуации, но основной — повернуть нос автомобиля туда, куда повёрнут руль, даже если автомобиль не управляется традиционным образом, рулевыми колёсами. Мощность ограничивается так, чтобы мотором можно было менять траекторию, но не допускать ситуаций, когда тормоз борется с двигателем. Вне сноса/заноса в программе ЭКУ могут быть контроль тяги, виртуальная блокировка дифференциала с помощью тормоза (например, для трогания с места зимой).
Срабатывание ЭКУ означает, что автомобиль сорвался с дороги, система не дала экстремальной ситуации развиться до аварийной, и водителю нужно ехать аккуратнее на данной дороге в данную погоду.

## Сущность системы
Систему ЭКУ можно рассматривать как расширенный вариант антиблокировочной системы тормозов (АБС). Многие узлы объединены с системой АБС, но вдобавок ЭКУ требует наличия таких компонентов, как датчик положения руля и микроэлектромеханический гироскоп, следящий за реальным поворотом автомобиля. При несоответствии показаний гироскопа показаниям датчика поворота руля, система применяет торможение одного (или нескольких) из колёс машины для того, чтобы управляемость машины оставалась нейтральной даже в экстремальной ситуации.
Срабатывает ESC в опасных ситуациях, когда возможна или уже произошла потеря управляемости автомобилем. Путём притормаживания отдельных колес система стабилизирует движение. Она вступает в работу, когда на большой скорости при прохождении поворота передние колеса сносит с заданной траектории в направлении действия сил инерции, то есть по радиусу большему, чем радиус поворота. ESC в этом случае притормаживает заднее колесо, идущее по внутреннему радиусу поворота, придавая автомобилю большую поворачиваемость и направляя его в поворот. Одновременно с притормаживанием колес ESC снижает обороты двигателя.
Если при прохождении поворота происходит занос задней части автомобиля, ESC активизирует тормоз переднего колеса, идущего по наружному радиусу поворота. Таким образом, появляется момент противовращения, исключающий боковой занос. Когда скользят все четыре колеса, ESC самостоятельно решает, тормозные механизмы каких колес должны вступить в работу. Время реакции ESC — 20 миллисекунд. Работает система на любых скоростях и в любых режимах движения.
Данная система пока является наиболее эффективной системой безопасности. Она способна компенсировать ошибки водителя, нейтрализуя и исключая занос, когда контроль над автомобилем уже потерян, однако её возможности ограничены: если радиус поворота слишком мал или скорость в повороте превышает допустимые границы, система стабилизации не поможет.

## История
Впервые системы электронного контроля устойчивости, схожие по принципу действия с современными автомобильными, появились в 1960-х годах в авиации, где обеспечивали устойчивость самолета при пробеге по взлетно-посадочной полосе при посадке или прерванном взлете. Одним из первых такую систему получил англо-французский сверхзвуковой лайнер Concorde по причине высокой посадочной скорости и высокого положения центра масс.
В 1987 году Mercedes-Benz и BMW представили первые системы контроля тяги (противобуксовочные системы).
В 1990 году Mitsubishi выпустила в Японии автомобиль марки Diamante (Sigma), оснащенный новой активной электронной системой контроля тяги и курсовой устойчивости, где впервые эти две системы были интегрированы в одну (названная TCL).
BMW совместно с Robert Bosch GmbH и Continental Automotive Systems разработали систему, уменьшающую крутящий момент, передаваемый двигателем колесу, для предотвращения заноса и применили её в модельном ряду BMW 1992 года. С 1987 по 1992 года, Mercedes Benz и Robert Bosch GmbH совместно разрабатывали систему электронного контроля устойчивости автомобиля и назвали её «Elektronisches Stabilitätsprogramm» (ESP).

### История Mercedes-Benz А-класса
Система ESC была создана в 1995 году, но заявить о себе ей удалось только через два года, когда дебютировал первый компактный Mercedes-Benz А-класса. При его проектировании были допущены серьёзные ошибки, которые привели к тому, что новая модель имела склонность к опрокидыванию даже на не очень высокой скорости при выполнении маневров типа «переставка» («лосиный» тест, объезд препятствия).
В Европе разразился скандал; продажи автомобилей Mercedes Benz А-класса были приостановлены, уже проданные машины — отозваны для устранения недостатков. Перед инженерами компании встала задача: как, не перепроектируя заново автомобиль и сохранив его потребительские качества, решить проблему повышения устойчивости. Эта задача была решена в значительной степени за счет установки с февраля 1998 года соответствующим образом настроенной системы ESC.
Главный контроллер ESC — это два микропроцессора, каждый из которых имеет по 56 КБ памяти. Система позволяет считывать и обрабатывать значения, выдаваемые датчиками скорости вращения колес с 20-миллисекундным интервалом. Помимо А-класса, система ESP является стандартным оборудованием для Mercedes S-класса, E-класса и других. На автомобилях фирмы Daimler-Chrysler применяются системы ESC от лидера в данной области — фирмы Bosch. Системы ESC производства Bosch используют также фирмы Alfa-Romeo, BMW, Volkswagen, Audi, Porsche и другие.
Фактически именно случай с Mercedes-Benz A-класса проторил дорогу повсеместному внедрению электронного контроля устойчивости на европейских автомобилях.

## Распространение
Пока Швеция проводит кампании по информированию общественности и продвижению использования систем ЭКУ, другие страны законодательно утверждают необходимость их использования.
Обязательное оснащение автомобилей электронной системой устойчивости вводится, с:
- 1 января 2010 года в Израиле уже стала обязательной.[1]
- 1 сентября 2011 года в Канаде, для всех новых пассажирских автомобилей.
- 1 ноября 2011 года в Австралии, для всех пассажирских автомобилей.
- с ноября 2011 года в Евросоюзе, для всех продаваемых автомобилей.
- c 2011 года в США, для всех пассажирских автомобилей, весом менее 4536 кг (10 000 фунтов).

## Последствия применения
Эксперты называют систему ЭКУ самым важным изобретением в сфере автомобильной безопасности после ремней безопасности. Она обеспечивает водителю лучший контроль над поведением автомобиля, следя за тем, чтобы он перемещался в том направлении, куда указывает поворот руля. По данным американского Страхового института дорожной безопасности (IIHS) и Национального управления безопасностью движения на трассах NHTSA (США), примерно одна треть смертельных аварий могла бы быть предотвращена системой ЭКУ, если бы ей были оснащены все автомобили.

## Производители
Системы электронного контроля устойчивости производятся:
- Robert Bosch GmbH (под торговой маркой ESP) — крупнейший производитель систем электронного контроля устойчивости автомобиля
- Aisin Advics (Aisin Seiki Co.)[3]
- Bendix Corporation[англ.]
- Continental Automotive Systems
- Delphi (Aptiv)
- Hitachi
- ITT Automotive, с 1998 года входит в состав Continental AG
- Mando Corporation[англ.]
- Nisshin Kogyo[источник не указан 548 дней]
- Teves[англ.], входит в состав Continental AG
- TRW[англ.]
- WABCO[англ.] (Westinghouse Air Brake Company)
- «Итэлма» (Россия, Кострома)[4]

### Названия
- ASC (Active Stability Control) и ASTC (Active Skid and Traction Control MULTIMODE), используется в автомобилях: Mitsubishi,BMW
- AdvanceTrac, используется в автомобилях: Lincoln, Mercury.
- CST (Controllo Stabilità), используется в автомобилях: Ferrari.
- DSC (Dynamic Stability Control), используется в автомобилях: BMW, Ford (только в Австралии), Jaguar, Land Rover, Mazda, MINI.
- DSTC (Dynamic Stability and Traction Control), используется в автомобилях: Volvo.
- ESC (Electronic Stability Control), используется в автомобилях: Alfa Romeo, Chevrolet, Hyundai, Kia, ŠKODA, LADA
- ESP (Elektronisches Stabilitätsprogramm), Chery, Chrysler, Citroën, Dodge, Daimler, Fiat, Holden, Hyundai, Jeep, Kia, Mercedes Benz, Opel, Peugeot, Proton, Nissan, Renault, Saab, Scania, Smart, Suzuki,SsangYong,  Vauxhall, Jaguar, Land Rover, Уаз
- ESP (Electronic Stability Program) используется в автомобилях: Audi, Bentley, Bugatti, Ford, Lamborghini, SEAT, ŠKODA, Volkswagen.
- IVD (Interactive Vehicle Dynamics), используется в автомобилях: Ford.
- MSP (Maserati Stability Program), используется в автомобилях: Maserati.
- PCS (Precision Control System), используется в автомобилях: Oldsmobile (производство которых прекращено в 2004 году).
- PSM (Porsche Stability Management), используется в автомобилях: Porsche.
- RSC (AdvanceTrac with Roll Stability Control), используется в автомобилях: Ford.
- StabiliTrak, используется в автомобилях: Buick, Cadillac, Chevrolet (на Corvette называется Active Handling), GMC Truck, Hummer, Pontiac, Saab, Saturn.
- VDC (Vehicle Dynamic Control), используется в автомобилях: Alfa Romeo, Fiat, Infiniti, Nissan, Subaru.
- VDIM (Vehicle Dynamics Integrated Management) с VSC (англ. Vehicle Stability Control), используется в автомобилях: Toyota, Lexus.
- VSA (Vehicle Stability Assist), используется в автомобилях: Acura, Honda, Hyundai.